# Форсайт, Эллисон
Э́ллисон Форса́йт (англ. Allison Forsyth; род. 14 октября 1978, Нанаймо) — канадская горнолыжница, наиболее успешно выступавшая в гигантском слаломе. Представляла сборную Канады по горнолыжному спорту в 1999—2007 годах, бронзовая призёрка чемпионата мира, призёрка пяти этапов Кубка мира, восьмикратная чемпионка канадского национального первенства, участница зимних Олимпийских игр в Солт-Лейк-Сити.

## Биография
Эллисон Форсайт родилась 14 октября 1978 года в городе Нанаймо провинции Британская Колумбия, Канада.
В 1994 году вошла в состав канадской национальной сборной. Выступала на юниорских чемпионатах мира 1995, 1996, 1997 и 1998 годов, но ни на одном из них попасть в число призёров не смогла.
Начиная с 1999 года была постоянным членом основного состава сборной и выступала на крупнейших соревнованиях, проводившихся под эгидой Международной федерации лыжного спорта, таких как Кубок мира и Кубок Европы. Выступила на взрослом чемпионате мира в Вейле, где заняла десятое место в слаломе и шестнадцатое место в гигантском слаломе.
В 2001 году на мировом первенстве в Санкт-Антоне финишировала в гигантском слаломе шестой.
Благодаря череде удачных выступлений удостоилась права защищать честь страны на зимних Олимпийских играх 2002 года в Солт-Лейк-Сити — в слаломе провалила первую попытку и не показала никакого результата, тогда как в гигантском слаломе оказалась по сумме двух попыток седьмой.
После Олимпиады Форсайт осталась в главной горнолыжной команде Канады и продолжила принимать участие в крупнейших международных соревнованиях. Так, в 2003 году она побывала на чемпионате мира в Санкт-Морице, откуда привезла награду бронзового достоинства, выигранную в программе гигантского слалома — пропустила вперёд только шведку Аню Персон и итальянку Дениз Карбон.
Впоследствии оставалась действующей спортсменкой вплоть до 2007 года, вынуждена была покинуть большой спорт из-за множества накопившихся травм. В течение своей спортивной карьеры Эллисон Форсайт в общей сложности пять раз поднималась на подиум Кубка мира, в том числе имеет в послужном списке четыре серебряные медали и одну бронзовую. Ей так и не удалось выиграть Хрустальный глобус, но в одном из сезонов она была в гигантском слаломе пятой. Наивысшая позиция в общем зачёте всех дисциплин — 24 место (дважды). Является, помимо всего прочего, восьмикратной чемпионкой Канады по горнолыжному спорту.